# Sęp bengalski
Sęp bengalski (Gyps bengalensis) – gatunek dużego ptaka padlinożernego z rodziny jastrzębiowatych (Accipitridae). Występuje w południowej i południowo-wschodniej Azji. Krytycznie zagrożony wyginięciem.

## Taksonomia
Po raz pierwszy gatunek opisał Johann Friedrich Gmelin w 1788. Holotyp pochodził z Bengalu (Indie). Gmelin przydzielił sępowi bengalskiemu nazwę Vultur bengalensis; obecnie (2020) akceptowana przez Międzynarodowy Komitet Ornitologiczny nazwa to Gyps bengalensis. Blisko spokrewniony z sępem bengalskim jest sęp afrykański (G. africanus), który niekiedy bywa wydzielany wraz z G. bengalensis do rodzaju Pseudogyps ze względu na posiadanie przeważnie 12, a nie 14, sterówek. Sęp bengalski jest monotypowy.

## Morfologia
Długość ciała wynosi blisko 76–93 cm, rozpiętość skrzydeł 205–220 cm, masa ciała – 3500–6000 g. Według G. R. Graya (1888) długość skrzydła to około 58,5–60 cm, ogona – 25,5–28 cm, dzioba – 8 cm, a skoku – 10,5 cm. Upierzenie wierzchu ciała czarnoszare, od spodu – ciemnobrązowe, pióra mają wąskie, żółtobrązowe paski. Niższa część grzbietu i kuper są białe (w języku angielskim sęp bengalski zwie się właśnie White-rumped vulture (lub White-backed), co dosłownie oznacza sępa o białym kuprze/grzbiecie). U nasady szyi można dostrzec kołnierz z rzadko rozmieszczonych, białawych piór. Na wierzchu głowy i z tyłu szyi rosną jedynie brązowe pióra szczeciniaste. Lotki, sterówki oraz pióra okrywające wole są czarne, pokrywy podskrzydłowe białe. Tęczówka czerwonobrązowa, nogi i stopy szare, woskówka w kolorze czarnego rogu, dziób srebrzysty.

## Zasięg występowania
Sęp bengalski zamieszkuje południową i południowo-wschodnią Azję. Zasięg występowania rozciąga się od południowo-wschodniego Iranu, Afganistanu (prawdopodobnie brak tam osiadłych osobników) i Pakistanu na wschód po Indie, Nepal, Bhutan, Mjanmę, Bangladesz, Kambodżę, Laos i południowy Wietnam. Możliwe, że w południowych Chinach i Malezji wymarł. Status w Pakistanie i Afganistanie niepewny. W środku lat 90. XX wieku rozpoczął się proces niezwykle szybkiego spadku populacji sępa bengalskiego, nawet do 99%. Jednak według danych z 2012 w Indiach i Nepalu spadek populacji został zahamowany, a może i nawet odwrócony.

## Ekologia
Środowiskiem życia sępów bengalskich są w większości otwarte równiny, rzadziej tereny pagórkowate i świetliste lasy je porastające; także w okolicach wsi, miast, również parki. Pożywienie stanowi padlina, szczególnie bydła. Regularnie żeruje w towarzystwie innych sępów, zwłaszcza sępa indyjskiego (G. indicus). Zjada zarówno świeże truchło, jak i już gnijące. W miejscach żerowania, odpoczynku lub przy gniazdach sępy bengalskie odzywają się chrząknięciami, rechotami, piskami i sykami. Parsowie zamieszkujący Bombaj pozostawiają ciała zmarłych na wieży milczenia mieszczącej się na Malabar Hill, by zjadły je sępy (w tym właśnie G. bengalensis).

### Lęgi
Okres lęgowy trwa od listopada do marca. Sępy bengalskie gniazdują zarówno samotnie, jak i w małych koloniach w skupiskach drzew. Gniazda umieszczone są w liczbie do 15 na jednym drzewie, znajdują się 2–28 m nad ziemią. Samica składa jedno jajo (według G. R. Graya mogą zdarzyć się 2 jaja w lęgu) o pozbawionej połysku, białej skorupce. Inkubacja trwa około 2 miesiące. Kolejne 2–3 miesiące młode spędzają w gnieździe.

## Status i zagrożenia
IUCN uznaje sępa bengalskiego za gatunek krytycznie zagrożony (CR, Critically Endangered) nieprzerwanie od 2000; wcześniej, w 1994 otrzymał klasyfikację NT (Near Threatened; bliski zagrożenia), a w 1988 – LC (Least Concern, najmniejszej troski). Za gwałtowny spadek populacji odpowiada diklofenak. Używany do leczenia bydła jest spożywany przez sępy podczas jedzenia padliny. Powoduje u ptaków niewydolność nerek i w rezultacie śmierć przez odkładanie się kwasu moczowego w organach wewnętrznych. W latach 2000–2007 w Indiach co roku populacja malała średnio o 43,9%. Na nizinach Nepalu w latach 2002–2009 co roku ubywało średnio 14% sępów bengalskich. W Bangladeszu w latach 2008–2009 i 2011–2012 łącznie populacja G. bengalensis zmniejszyła się o 60%. W Indiach i Nepalu (dane z 2012) trend spadkowy zwolnił, a być może populacja wzrasta. W Kambodży diklofenak nie jest używany, dzięki czemu ten kraj stanowi ważną ostoję dla sępów bengalskich; w 2008 naliczono ich w Kambodży 171. Możliwe, że od 2004 roku populacja w Kambodży rośnie lub przynajmniej utrzymuje się na jednym poziomie. Według badań z 2006 i 2007 w Birmie żyło wówczas 67 sępów bengalskich.